# Neuville, Puy-de-Dôme
Neuville är en kommun i departementet Puy-de-Dôme i regionen Auvergne-Rhône-Alpes i centrala Frankrike. Kommunen ligger i kantonen Billom som tillhör arrondissementet Clermont-Ferrand. År 2022 hade Neuville 375 invånare.

## Befolkningsutveckling
Antalet invånare i kommunen Neuville
| Referens: INSEE |